# Pont del Sorreig
El Pont del Sorreig és una obra de Santa Cecília de Voltregà (Osona) inclosa a l'Inventari del Patrimoni Arquitectònic de Catalunya.

## Descripció
Era un pont d'un sol arc. Actualment només conservem algunes restes molt insignificants.
Segons l'historiador A. Pladevall: "...o el curiós cas del pont de Sorreig de Santa Cecília de Voltregà, que fou declarat monument històric artístic nacional el 14 de febrer de 1972 i que una riuada es va endur un parell d'anys més tard i del que gairebé no se'n veuen ni les bases".